# Gene Wilder
Gene Wilder, pseudonimo di Jerome Silberman (Milwaukee, 11 giugno 1933 – Stamford, 29 agosto 2016), è stato un attore, sceneggiatore, regista, comico e scrittore statunitense.
È noto principalmente per il ruolo del dottor Frederick Frankenstein nel film di Mel Brooks Frankenstein Junior (1974), nato da un'idea dello stesso Wilder che ne firmò assieme a Brooks anche la sceneggiatura, e quello di Willy Wonka nel film Willy Wonka e la fabbrica di cioccolato (1971). Altri suoi celebri ruoli si ritrovano in Per favore, non toccate le vecchiette (1968), sempre di Mel Brooks, che gli fece guadagnare una candidatura agli Oscar, e La signora in rosso (1984), del quale fu anche regista.

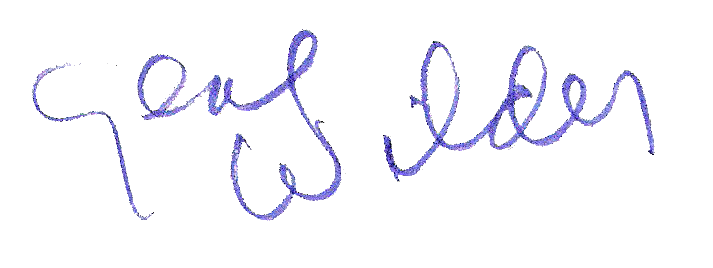
Firma di Gene Wilder

## Biografia

### Le origini
Nato in una famiglia di ebrei russi immigrati, figlio di Jeanne Baer e William J. Silberman, imprenditore, terminò l'università negli Stati Uniti per poi trasferirsi in Gran Bretagna, dove iniziò a studiare recitazione alla Bristol Old Vic Theatre School, oltre a imparare a tirare di scherma. Quest'ultima passione si rivelò essenziale nei primi tempi del suo ritorno in patria, dove si mantenne proprio impartendo lezioni di scherma. Iniziò a recitare in teatri di periferia, in spettacoli di secondo livello, nei quali però cominciava a farsi le ossa e a imparare alcuni trucchi del mestiere. Qualche tempo dopo riuscì a entrare al prestigioso Actors Studio, che gli spianò la strada per la carriera. Il suo primo ruolo cinematografico è poco più che una comparsata in Gangster Story.
Anche lo pseudonimo Gene Wilder risale ai tempi dell'Actors Studio. Infatti, subito dopo essere stato ammesso, durante una cena a casa della sorella alla presenza dello sceneggiatore David Zelag Goodman questi, tra i tanti, suggerì al giovane attore in cerca di un nome d'arte il cognome Wilder, in omaggio allo scrittore Thornton Wilder. Stabilito il cognome, il giovane Silberman decise di adottare il nome Gene, come il protagonista dell'opera Angelo, guarda il passato di Thomas Wolfe.

### La collaborazione con Mel Brooks

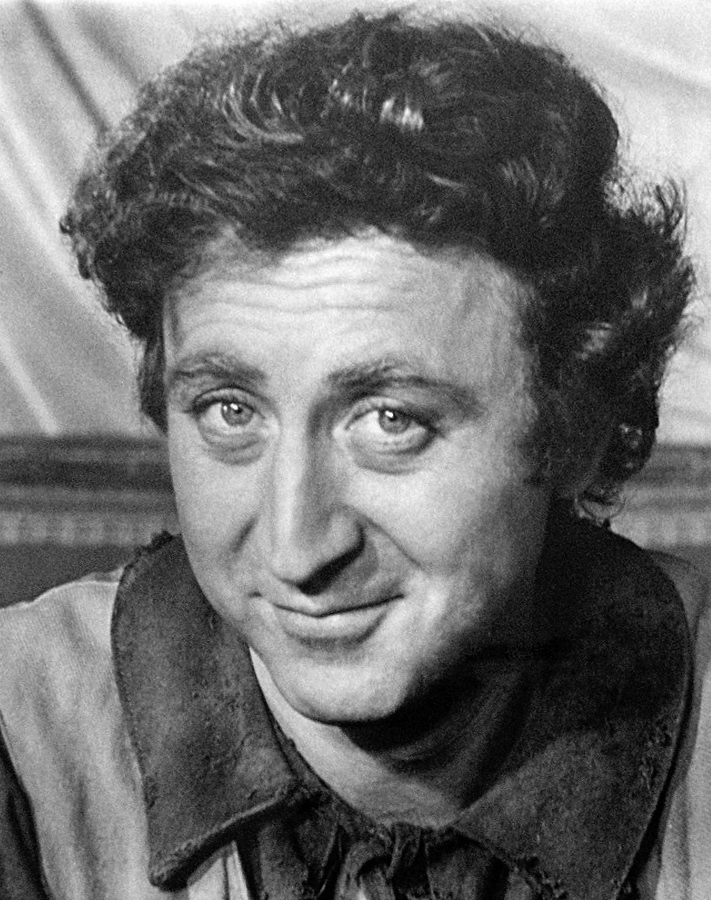
Gene Wilder nel 1970

Nel 1963 Wilder viene scritturato nel ruolo principale dello spettacolo teatrale Madre Coraggio e i suoi figli al fianco di Anne Bancroft, che gli presenta il fidanzato (e futuro marito) Mel Brooks. Pochi mesi dopo Brooks gli rivela di stare lavorando alla sceneggiatura di Primavera per Hitler e gli promette che sarebbe stato la prima scelta nel ruolo di Leo Bloom qualunque fosse stata la destinazione del lavoro, teatro televisione o cinema. Dopo tre anni di totale silenzio tra i due, Zero Mostel chiama Wilder; dopo una breve audizione, la promessa viene mantenuta e Wilder ottiene il primo ruolo da protagonista. Il film è Per favore, non toccate le vecchiette (The Producers), del 1968; anche per Mel Brooks è l'opera prima da regista e sceneggiatore, e rivela le grandi doti comiche e recitative di Wilder. Per la sua interpretazione riceve la nomination all'Oscar come miglior attore non protagonista, mentre il film si aggiudica la statuetta per la miglior sceneggiatura originale.
Inizia così la proficua collaborazione tra i due, che raggiunge l'apice della creatività intorno alla metà degli anni settanta. A Per favore, non toccate le vecchiette seguiranno tuttavia per Wilder una serie di insuccessi commerciali, la commedia inglese Fate la rivoluzione senza di noi (Start the Revolution Without Me) interpretata al fianco di Donald Sutherland e ambientata durante la Rivoluzione francese, e la commedia sentimentale Che fortuna avere una cugina nel Bronx, dove Wilder è diretto dall'anglo-indiano Waris Hussein, preso dopo aver dovuto rinunciare alla prima scelta Jean Renoir, in quanto suoi impegni preesistenti avrebbero comportato lo slittamento di un anno delle riprese.

### La consacrazione
Uno dei ruoli più importanti della carriera di Gene Wilder lo vede protagonista nel 1971 del film Willy Wonka e la fabbrica di cioccolato, di Mel Stuart, tratto dal romanzo La fabbrica di cioccolato di Roald Dahl. La pellicola in origine fu un flop commerciale, probabilmente risultando poco gradita al pubblico familiare a cui era destinata a causa di un umorismo a tratti crudele, ma col tempo è diventato un film di culto. Successivamente a questi flop Wilder ritrova il successo commerciale nel 1972 grazie al film di Woody Allen Tutto quello che avreste voluto sapere sul sesso* *ma non avete mai osato chiedere di cui interpreta uno degli episodi più divertenti.
All'indomani del film, Wilder inizia a lavorare a un copione intitolato Young Frankenstein. Dopo averne scritto un canovaccio di due pagine contatta Mel Brooks, che pur ritenendo l'idea "carina" si dichiara non interessato. Un paio di mesi dopo Wilder viene contattato dal suo futuro agente Mike Medavoy il quale gli chiede se abbia tra le mani qualcosa in cui possa far lavorare i suoi freschi clienti Peter Boyle e Marty Feldman. Wilder, che aveva da poco visto Feldman in tv, viene immediatamente ispirato ad assegnargli il ruolo del futuro Igor. A Medavoy l'idea piace e contatta immediatamente Brooks, il quale, pur dubbioso e reduce da due flop in quattro anni, accetta la regia del film. Nel frattempo, mentre Frankenstein Junior è nella fase preparatoria e Mel Brooks è impegnato nelle riprese di Mezzogiorno e mezzo di fuoco, Wilder è chiamato a interpretarvi il ruolo di Waco Kid sostituendo il protagonista Gig Young, troppo malato per completare le riprese, dopo che Dan Dailey aveva dato forfait all'ultimo momento.
I due film escono a distanza di pochi mesi, nel 1974, e sono due grandi successi commerciali. Frankenstein Junior regala a Wilder e Brooks una nomination all'Oscar per la miglior sceneggiatura non originale. Durante le riprese di Frankenstein Junior Wilder pensa a una commedia romantica con protagonista il fratello di Sherlock Holmes, idea che porterà al suo debutto da regista con la pellicola Il fratello più furbo di Sherlock Holmes, uscita nel 1975, nella quale recita di nuovo in coppia con l'amico Marty Feldman.
Nel 1976 nasce la coppia comica con Richard Pryor, che lui stesso aveva suggerito come partner ai produttori, per il film Wagons-lits con omicidi. Nel 1977 è la volta della sua seconda regia, Il più grande amatore del mondo, ispirata al film di Federico Fellini Lo sceicco bianco, e che si rivela un insuccesso di critica e di pubblico. Nel 1979 viene diretto da Robert Aldrich nella commedia western Scusi, dov'è il West?, dove duetta con un emergente Harrison Ford, che aveva sostituito in fase di pre-produzione John Wayne.

### Gli anni ottanta

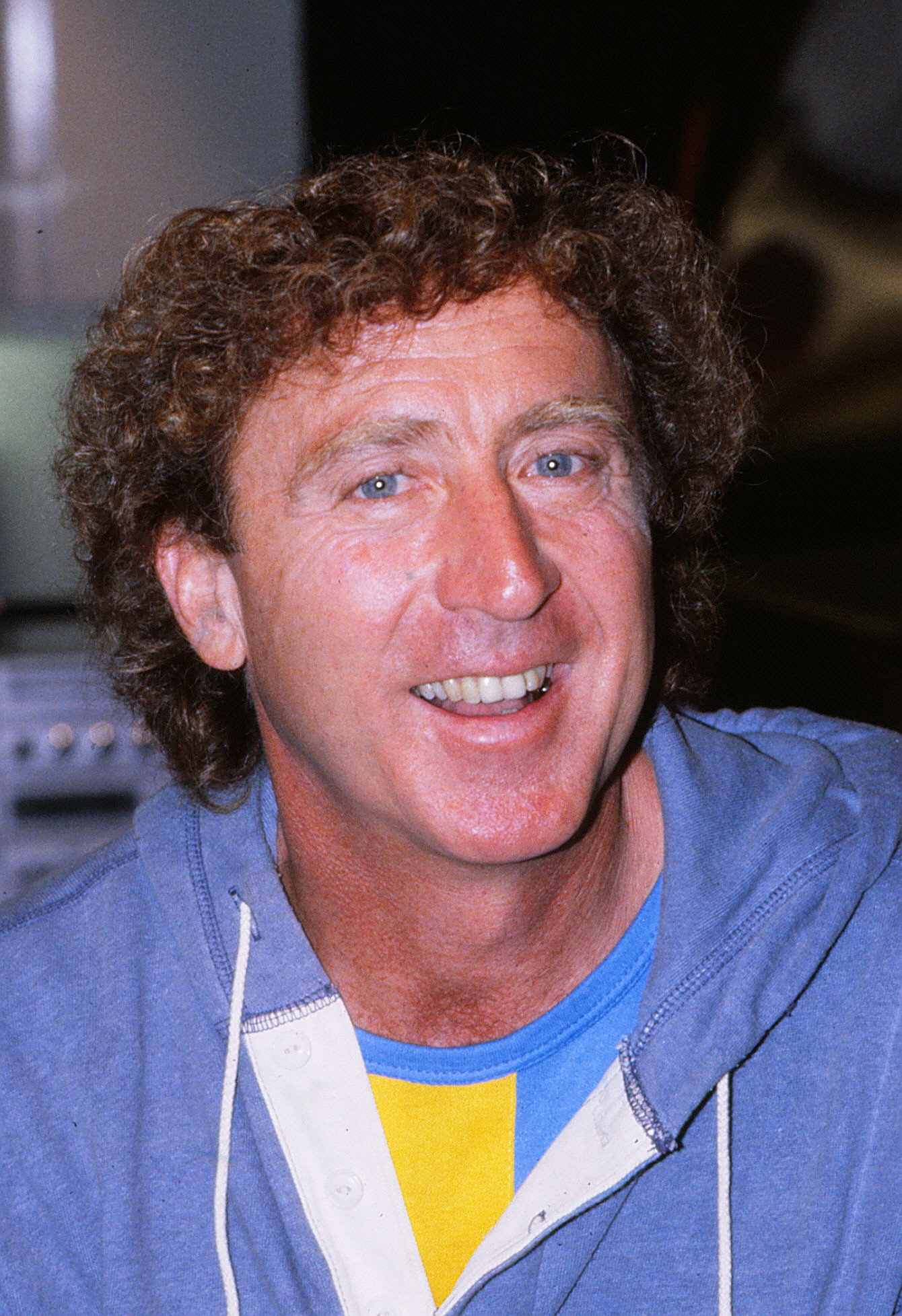
Gene Wilder nel 1984

Nel 1980 Sidney Poitier convince Wilder e Richard Pryor a fare un nuovo film insieme. Nessuno ci può fermare, nonostante la sua lavorazione difficoltosa dovuta soprattutto al fatto che Pryor era nel frattempo divenuto dipendente da cocaina, è un grande successo internazionale (ma non in Italia), e il film compare più volte in liste e classifiche sulle migliori commedie cinematografiche.
Nel frattempo Poitier e Wilder sono diventati amici, e scrivono insieme la sceneggiatura del loro successivo film Hanky Panky - Fuga per due dove Wilder conosce Gilda Radner, la futura compagna di vita e partner dei successivi due film. Dopo Hanky Panky Wilder dirige il suo terzo film, La signora in rosso che, nonostante le critiche negative, ottiene un grande successo di pubblico e lancia la carriera dell'esordiente Kelly LeBrock. La quarta e ultima regia di Wilder, Luna di miele stregata del 1986, è invece un flop.
La TriStar Pictures nel frattempo propone a Wilder un nuovo film in coppia con Pryor, che Wilder accetta solo a condizione di riscrivere il copione. Il risultato è Non guardarmi: non ti sento, uscito nel maggio 1989 e ultimo grande successo commerciale dell'attore. La critica apprezza la recitazione di Wilder e Pryor ma boccia unanimemente la sceneggiatura del film.

### Ultimi ruoli e il ritiro dalle scene

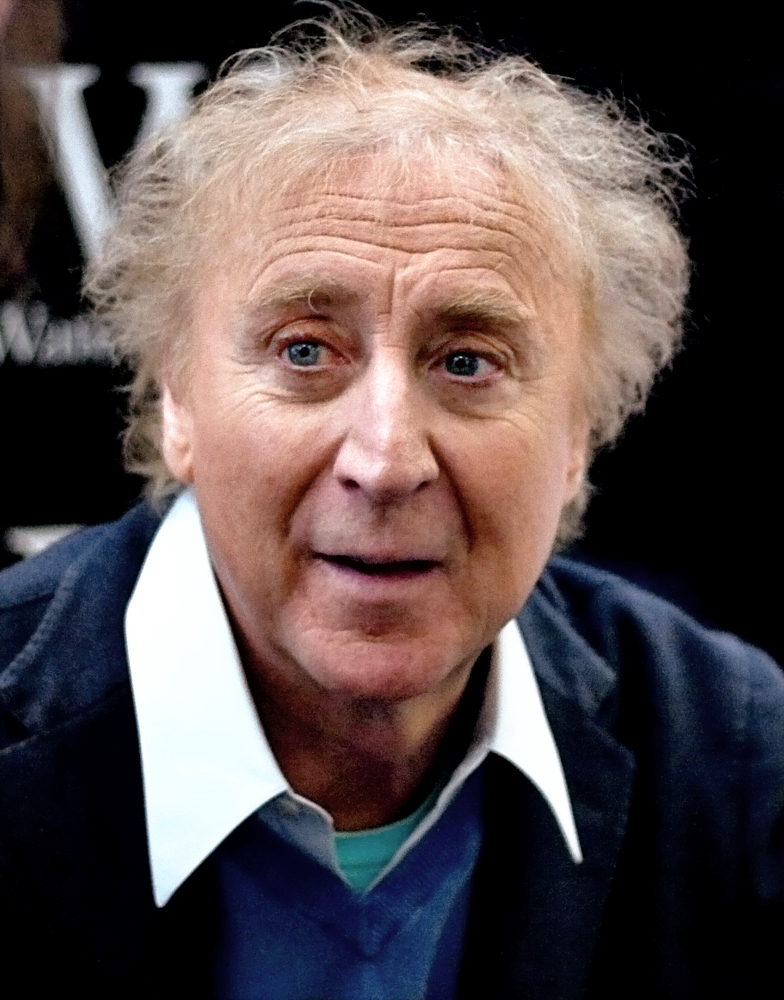
Gene Wilder nel 2007

Dopo la commedia romantica Bebè mania Wilder gira nel 1991 l'ultimo film con Pryor, Non dirmelo... non ci credo, che rappresenta l'unico flop della coppia e nel quale è visibile il deterioramento fisico di Pryor dovuto alla sclerosi multipla. Il film è anche l'ultimo ruolo da protagonista per Pryor e l'ultimo film per il cinema di Wilder. Nel 1994 Wilder è protagonista della sitcom Quel pasticcione di papà, che riceve critiche mediocri e viene cancellata dopo una sola stagione. Nel 1996 torna dopo più di vent'anni a recitare in teatro, portando in scena per cinque mesi consecutivi al Queen's Theatre di Londra Laughter on the 23rd Floor di Neil Simon.
Ritorna in scena nel 1999, quando appare nel pluripremiato adattamento televisivo della NBC di Alice nel paese delle meraviglie e in due film-tv polizieschi da lui stesso sceneggiati, The Lady in Question e Murder in a Small Town. Tre anni dopo compare come guest star nel telefilm Will & Grace nei panni di Mr. Stein, ruolo per cui vince un Emmy e che rappresenta il suo addio alle scene a seguito della decisione di ritirarsi a vita privata.

### Scrittore
Nel maggio 2005 Wilder ha pubblicato un libro con le sue memorie, Baciami come uno sconosciuto (Kiss Me Like a Stranger: My Search for Love and Art), un resoconto completo del periodo che va dalla giovinezza fino ai primi anni del duemila.
Due anni dopo ha pubblicato il suo primo romanzo, La mia puttana francese, ambientato durante la prima guerra mondiale, e nel 2008 ne ha pubblicato un secondo, Io, Clara e Cechov, mentre nel 2010 ha dato alle stampe una raccolta di storie, Cos'è questa cosa chiamata amore? e nel 2013 è stato pubblicato Il nastro rosa.

### Morte

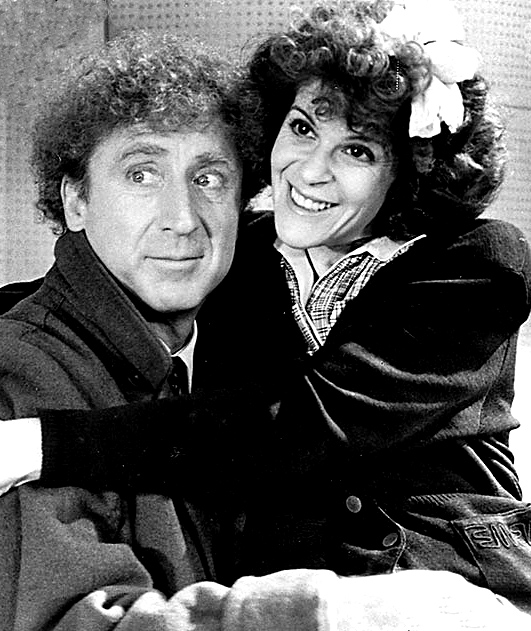
Wilder insieme alla terza moglie Gilda Radner nel 1986

L'attore è morto nel 2016 a 83 anni a Stamford, nel Connecticut, in seguito alle complicazioni dovute all'Alzheimer, malattia di cui soffriva da diverso tempo. La notizia è stata confermata ad Associated Press da uno dei nipoti di Wilder.

### Vita privata
Wilder si è sposato quattro volte. Dal 1960 al 1965 con Mary Mercier, da cui divorziò. In seguito ha sposato nel 1967 Mary Joan Schutz; il loro matrimonio durò sino al 1974, quando i due divorziarono. È poi stato sposato con Gilda Radner, l'attrice dello show Saturday Night Live, dal 1984 fino alla morte di quest'ultima nel 1989, dovuta a un cancro alle ovaie. Da allora Wilder è stato un attivo testimonial della lotta al cancro, organizzando campagne di sensibilizzazione e raccolte di fondi. Nel 1999 lo stesso Wilder è stato colpito da un tumore al tessuto linfatico, il linfoma non Hodgkin, da cui nel 2005 è stato dichiarato completamente guarito grazie alla chemioterapia e a un trapianto di cellule staminali. Dal 1991 è stato sposato con Karen Boyer.

## Filmografia

### Attore

#### Cinema
- Gangster Story (Bonnie and Clyde), regia di Arthur Penn (1967)
- Per favore, non toccate le vecchiette (The Producers), regia di Mel Brooks (1968)
- Fate la rivoluzione senza di noi (Start the Revolution Without Me), regia di Bud Yorkin (1970)
- Che fortuna avere una cugina nel Bronx! (Quackser Fortune Has a Cousin in the Bronx), regia di Waris Hussein (1970)
- Willy Wonka e la fabbrica di cioccolato (Willy Wonka & the Chocolate Factory), regia di Mel Stuart (1971)
- Tutto quello che avreste voluto sapere sul sesso* *ma non avete mai osato chiedere (Everything You Always Wanted to Know About Sex* *but Were Afraid to Ask)), regia di Woody Allen (1972)
- Il rinoceronte (Rhinoceros), regia di Tom O'Horgan (1974)
- Mezzogiorno e mezzo di fuoco (Blazing Saddles), regia di Mel Brooks (1974)
- Il piccolo principe (The Little Prince), regia di Stanley Donen (1974)
- Frankenstein Junior (Young Frankenstein), regia di Mel Brooks (1974)
- Il fratello più furbo di Sherlock Holmes (The Adventure of Sherlock Holmes' Smarter Brother), regia di Gene Wilder (1975)
- Wagons-lits con omicidi (Silver Streak), regia di Arthur Hiller (1976)
- Il più grande amatore del mondo (The World's Greatest Lover), regia di Gene Wilder (1977)
- Scusi, dov'è il West? (The Frisco Kid), regia di Robert Aldrich (1979)
- I seduttori della domenica (Les séducteurs), regia di Bryan Forbes, Édouard Molinaro, Gene Wilder, Dino Risi (1980)
- Nessuno ci può fermare (Stir Crazy), regia di Sidney Poitier (1980)
- Hanky Panky - Fuga per due (Hanky Panky), regia di Sidney Poitier (1982)
- La signora in rosso (The Woman in Red), regia di Gene Wilder (1984)
- Luna di miele stregata (Haunted Honeymoon), regia di Gene Wilder (1986)
- Non guardarmi: non ti sento (See No Evil, Hear No Evil), regia di Arthur Hiller (1989)
- Bebè mania (Funny About Love), regia di Leonard Nimoy (1990)
- Non dirmelo... non ci credo (Another You), regia di Maurice Phillips (1991)

#### Televisione
- Armstrong Circle Theatre - serie TV, 2 episodi (1962)
- La parola alla difesa (The Defenders) - serie TV, 1 episodio (1962)
- The DuPont Show of the Week - serie TV, 3 episodi (1962-1963)
- Death of a Salesman, regia di Alex Segal - film TV (1966)
- The Electric Company - serie TV (1972-1977)
- The Scarecrow, regia di Boris Sagal - film TV (1972)
- Acts of Love and Other Comedies, regia di Dwight Hemion (1973)
- Il gioco del giovedì (Thursday's Game), regia di Robert Moore - film TV (1974)
- Appunti su Hollywood, regia di Marco Risi - documentario (1978)
- Eligible Dentist, regia di Noam Pitlik - film TV (1993)
- Quel pasticcione di papà (Something Wilder) - serie TV, 15 episodi (1994-1995)
- Murder in a Small Town, regia di Joyce Chopra - film TV (1999)
- Alice nel Paese delle Meraviglie (Alice in Wonderland), regia di Nick Willing - film TV (1999)
- The Lady in Question, regia di Joyce Chopra - film TV (1999)
- Will & Grace - serie TV, episodi 5x06 5x19 (2002-2003)

### Doppiatore
- Expo: Magic of the White City, regia di Mark Bussler (2005) - documentario, narratore
- Yo Gabba Gabba! (2015) - serie animata, 1º episodio

### Sceneggiatore
- Frankenstein Junior (Young Frankenstein), regia di Mel Brooks (1974)
- Il fratello più furbo di Sherlock Holmes (The Adventure of Sherlock Holmes' Smarter Brother), regia di Gene Wilder (1975)
- Il più grande amatore del mondo (The World's Greatest Lover), regia di Gene Wilder (1977)
- I seduttori della domenica (Les séducteurs), regia di Bryan Forbes, Édouard Molinaro, Gene Wilder, Dino Risi (1980)
- La signora in rosso (The Woman in Red), regia di Gene Wilder (1984)
- Luna di miele stregata (Haunted Honeymoon), regia di Gene Wilder (1986)
- Non guardarmi: non ti sento (See No Evil, Hear No Evil), regia di Arthur Hiller (1989)
- Murder in a Small Town, regia di Joyce Chopra (1999) - film TV
- The Lady in Question, regia di Joyce Chopra (1999) - film TV

### Regista
- Il fratello più furbo di Sherlock Holmes (The Adventure of Sherlock Holmes' Smarter Brother) (1975)
- Il più grande amatore del mondo (The World's Greatest Lover) (1977) - anche produttore
- I seduttori della domenica (Les séducteurs) (1980) - episodio Los Angeles
- La signora in rosso (The Woman in Red) (1984)
- Luna di miele stregata (Haunted Honeymoon) (1986)

## Teatro
- The Complaisant Lover (Broadway, 1962)
- Madre Coraggio e i suoi figli (Mother Courage and Her Children) (Broadway, 1963)
- One Flew Over the Cuckoo's Nest (Broadway, 1963)
- The White House (Broadway, 1964)
- Luv (Broadway, 1966)
- Laughter on the 23rd Floor (Londra, 1996)

## Libri
- Gilda's Disease: Sharing Personal Experiences and a Medical Perspective on Ovarian Cancer (1998).
- Baciami come uno sconosciuto (Kiss Me Like A Stranger), Sagoma Editore (ISBN 978-88-6506-000-1) (2005).
- La mia puttana francese (My French Whore), Sagoma Editore (ISBN 978-88-6506-009-4) (2007).
- Io, Clara e Čechov (The Woman Who Wouldn't), Sagoma Editore (ISBN 978-88-6506-019-3) (2008).
- Cos'è questa cosa chiamata amore? (What is This Thing Called Love?), Sagoma Editore (ISBN 978-88-6506-060-5) (2010).
- Something to Remember You By (2013).

## Riconoscimenti
- Premio Oscar
  - 1969 – Candidatura come miglior attore non protagonista per Per favore non toccate le vecchiette
  - 1975 – Candidatura come migliore sceneggiatura non originale per Frankenstein Junior
- Golden Globe
  - 1972 – Candidatura come miglior attore in un film commedia o musicale per Willy Wonka e la fabbrica di cioccolato
  - 1977 – Candidatura come miglior attore in un film commedia o musicale per Wagons-lits con omicidi

## Doppiatori italiani
Nelle versioni in italiano dei suoi film, Gene Wilder è stato doppiato da:
- Oreste Lionello in Fate la rivoluzione senza di noi, Che fortuna avere una cugina nel Bronx!, Willy Wonka e la fabbrica di cioccolato, Il piccolo principe, Frankenstein Junior, Il fratello più furbo di Sherlock Holmes, Wagons-lits con omicidi, Il più grande amatore del mondo, Scusi, dov'è il West?, I seduttori della domenica, Nessuno ci può fermare, Hanky Panky - Fuga per due, Quel pasticcione di papà, Will & Grace
- Manlio De Angelis in Mezzogiorno e mezzo di fuoco, Non guardarmi: non ti sento, Non dirmelo... non ci credo
- Eugenio Marinelli ne La signora in rosso, Luna di miele stregata
- Dante Biagioni in Gangster Story
- Luciano Melani in Per favore, non toccate le vecchiette
- Gianni Bonagura in Tutto quello che avreste voluto sapere sul sesso* *ma non avete mai osato chiedere
- Elio Pandolfi ne Il rinoceronte
- Federico Danti ne Il gioco del giovedì
- Mino Caprio in Bebè mania
- Claudio Sorrentino in Alice nel Paese delle Meraviglie
- Sandro Pellegrini in Willy Wonka e la fabbrica di cioccolato (ridoppiaggio)